# Крепость (фильм, 1978)
«Кре́пость» — советский военный художественный фильм режиссёра Василия Паскару, снятый на киностудии «Молдова-фильм» в 1978 году. 
Премьера фильма состоялась в феврале 1979 года.

## Сюжет
Осень 1944 года. Адриатическое побережье Югославии. Подполковник Калитин получает приказ возглавить высадку десанта разведчиков-диверсантов, с целью атаковать крепость противника.
Крепость расположена на острове. Есть небольшой песчаный пляж, остальной берег — почти неприступные скалы. Остров связывает с материком двухкилометровая естественная дамба. Когда-то там был монастырь, перед войной — фешенебельный пансионат.
Три артиллерийские батареи, восемь вышек со спаренными зенитными пулемётами, дополнительные пулемёты расположены на крепостной стене. Вокруг острова круглосуточно несёт службу сторожевой катер. Основной гарнизон расположен на материке, в двадцати километрах от острова.
В крепости содержатся около ста человек, все они видные европейские учёные, по разным причинам отказавшиеся работать на военных. Задача группы разведчиков освободить заключённых и обеспечить их эвакуацию.
Комендант гарнизона — старый знакомый Калитина по испанской войне, оберштурмбанфюрер Зигфрид Фон Эрлих, был готов к нападению. Пройти плотную оборону с первого раза не удалось. Сил на повторную атаку явно не хватало и подполковник решает проникнуть в крепость с помощью югославских партизан.
Пополнив ряды вооружившимися узниками, разведчики пробились на побережье и заняли оборону в ожидании прибытия транспортных самолётов, а Фон Эрлих, попытавшись избежать расправы, погиб.
По содержанию напоминает фильм «Пушки острова Наварон» 1961 года.

## В ролях
- Эммануил Виторган — подполковник Калитин
- Альгимантас Масюлис — оберштурмбанфюрер Зигфрид Фон Эрлих
- Арнис Лицитис — капитан Скворцов
- Евгений Герасимов — лейтенант Филиппов
- Ирина Азер — радистка Лида Рябцева
- Паул Буткевич — Кристиан ван дер Ройе
- Константин Константинов — Вольдемар Бурич
- Ион Шкуря — Курт Эберман, инженер концерна Круппа
- Валериу Купча — Фриц Тольд
- Улдис Лиелдиджс — Сливка
- Владимир Мсрян — Эдуард Дорель
- Юрий Кузьменко — лейтенант Бахметьев
- Владимир Шакало — Микола Марченко
- Михаил Миликов — Лёва
- Всеволод Гаврилов — Георгий Бурич
- Игорь Стаценко — генерал Лакишев
- Вячеслав Кутаков — Першин, лагерный переводчик
- Борис Зайденберг — полковник Журавлёв
- Регина Разума — Амалия фон Эрлих
- Пётр Баракчи — Опиц
- Серджу Финити — Йован Бурич
- А. Бойко — Вагнер
- Д. Япунджян — Рубен Казарян

В эпизодах: Александр Карпенко, Михаил Кононов, Борис Миронюк, Михаил Абрамов, 
 Ион Горя, Илие Гуцу, Виктор Наймушин, Григорий Руссу, П. Яцковский.

## Съёмочная группа
- Авторы сценария: Василий Паскару, Георгий Тер-Ованесов
- Режиссёр-постановщик: Василий Паскару
- Оператор-постановщик: Влад Чуря
- Композитор: Джон Тер-Татевосян
- Художник-постановщик: Василий Зачиняев
- Режиссёры: В. Райляну, В. Середа
- Оператор: В. Корнилов
- Государственный симфонический оркестр кинематографии
  - Дирижёр: Н. Николаевский
- Художник-декоратор: И. Слюсарь
- Художник по костюмам: Л. Гилко
- Художник-гримёр: П. Климов
- Монтажёр: Елена Япринцева
- Редактор: Э. Чиркова
- Ассистенты режиссёра: И. Корнилова, Е. Лесукова, С. Янов
- Ассистенты оператора: М. Быткэ. К. Кудельский, В. Мокану
- Консультант: генерал-майор И. Стаценко
- Директор: Е. Лехт

## Релизы на VHS и DVD
- В 2010 году фильм был выпущен в составе коллекционного издания «Централ Партнершип» из серии «У голубого экрана» — «Герои великой войны. Диверсанты и спецназ». В сборник вошли также фильмы «Дожить до рассвета», «Я — Хортица» и «Берём всё на себя»[1].

## Награды
- 1979 год — 12 Всесоюзный кинофестиваль в Ашхабаде: приз жюри за разработку приключенческого жанра[2].